# 芭芭拉·摩根
芭芭拉·雷丁·摩根（Barbara Radding Morgan，1951年11月28日—），是一名美国小学教师和前NASA宇航员。摩根原本是1986年NASA“太空教师计划”中在挑战者号航天飞机灾难中丧生的教师克丽斯塔·麦考利夫的替补。之后，她于2007年8月8日作为任务专家乘坐奋进号航天飞机进入太空，成为世界上第一个在太空教学的教师。

## 早期经历
摩根1951年出生于加利福尼亚州弗雷斯诺市，1969年毕业于加利福尼亚州弗雷斯诺市胡佛高级中学；1973年以优异成绩取得斯坦福大学人类生物学学士学位； 1974年在加利福尼亚州贝尔蒙市圣母玛利亚学院取得教师证书。
1974年摩根在蒙大拿州的弗拉塞德族印第安人保留地的阿里小学开始教学生涯，她在那里教辅助阅读和数学。1975~1978年，她在爱达荷州的麦考尔唐纳利小学教二年级辅助阅读和数学。1978~1979 年，摩根在厄瓜多尔首都基多市的基多美国学校教三年级的英语和自然科学。1979~1998 年，在麦考尔-唐纳利小学教二、三、四年级。

## 宇航员生涯

### 太空教师计划

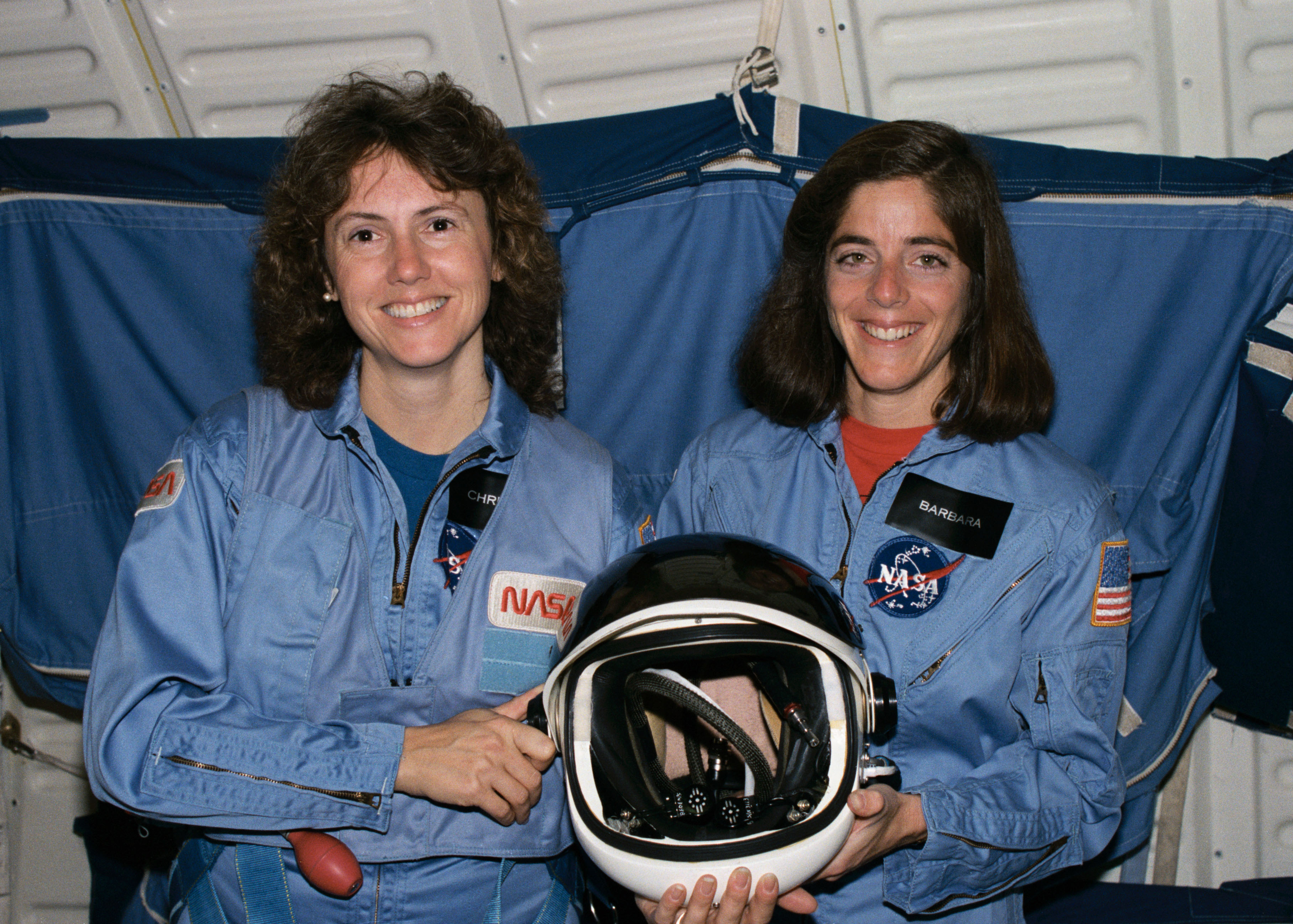
麦考利夫和摩根，1985年12月

在NASA1985年的“太空教师计划”中，摩根作为克里斯塔·麦考利夫的替补被选中。从1985年9月~1986年1月，她与挑战者号航天飞机乘组全体乘员一同在休斯顿的林登·约翰逊太空中心受训。1986年摩根亲眼目睹了挑战者号航天飞机的解体，麦考利夫牺牲后，摩根承担起了太空教师的职责。1986年3月~1986年7月，她在美国航空航天局工作，在全美各地的教育组织发表演讲。1986年秋，她回到爱达荷州继续她的教师生涯。她在麦考尔唐纳利小学教二、三年级并继续为NASA人力资源和教育处教育科工作。她作为太空教师的职责包括公开演讲、教育咨询、课程设计，以及在美国国家科学基金会联邦特别工作组工作，为从事自然科学和工程学工作的女性和少数族群服务。
1998年1月，摩根被NASA选为任务专家，8月前往约翰逊航天中心受训成为一名全职宇航员。在完成为期两年的训练和考核后，她被派到航天员处空间站业务科做技术工作。随后又在航天员处太空飞行舱通讯科(CAPCOM)工作，在飞控中心担当与在轨乘组通话的主要通讯员。
摩根作为任务专家的职责与其他机组成员没有什么不同。虽然美国宇航局的新闻稿和媒体简报经常称她为“任务专家教育家”(Mission Specialist Educator)或“教育家宇航员”(Educator Astronaut)，但摩根并没有参加教育家宇航员项目的培训。NASA局长迈克尔·格里芬在STS-118任务之后的一次新闻发布会上澄清说，摩根并没有被视为任务专家教育家，而是曾经是一名教师的标准的任务专家。
在摩根乘坐STS-118飞行之前，NASA似乎限制了摩根对媒体的曝光，但在任务开始前不久，一系列采访询问她STS-118机组人员将如何帮助建造国际空间站，她的回答是：“你知道，能够参与一项让我们所有人走得哪怕只有一点点更远的人类事业，我都感到非常自豪。当你俯视我们的地球，你就会意识到我们作为人类这样一个物种正在努力做些什么，这是非常意义深远的。”
摩根的任务结束三周后，她在佛罗里达州的迪斯尼世界度假区进行了她的第一次太空教育任务。摩根当天的话被刻在任务墙上的一块名字是Space的牌匾上。“荣誉之墙”包括很多著名人物的语录，比如尼尔·阿姆斯特朗、约翰·肯尼迪、查爾斯·林德伯格、斯蒂芬·霍金、卡尔·萨根、伽利略和克里斯塔·麦考利夫。摩根的牌匾放在麦考利夫的牌匾旁边，上面写着：“太空是给每个人的……这是我们新的前沿领域。”这是摩根的系列讲座的其中一个。

### 航天经历
STS-118是一次前往国际空间站的组装任务，于美国东部时间2007年8月8日下午6点36分42秒从佛罗里达州肯尼迪航天中心成功发射。 摩根担任机械臂操作员和转移协调员，协调将5000多磅（2300公斤）的货物转移到国际空间站，并将3000多磅（1400公斤）的货物带回家。 除此之外，摩根还开设了“太空课堂”。美国东部时间14日17时09分，摩根通过无线电与18名爱达荷州4至8年级学生在州首府博伊西的学生活动馆“探索中心”交流，向学生展示了在太空运动、喝水等情景，回答了学生们的各种稀奇古怪的问题从简单的太空常识，到全球变暖，再到国际空间站窗外的“夜景”。这堂问答课持续了25分钟。值得一提的是这个中心距摩根曾任教的小学不到160公里，摩根的两个儿子多年前曾经参加过这个训练营。该活动由挑战者号航天飞机指挥官理查德"迪克"斯科比的遗孀琼-斯科比主办，该中心向摩根颁发了乔治H.W.布什总统领导奖。由于担心飓风迪安，STS-118提前一天于8月21日着陆在肯尼迪航天中心。

## 和王亚平的交流
2013年6月13日，摩根通过新华社驻洛杉矶记者向中国女航天员王亚平致信，她写道：“亲爱的王亚平：在你环绕地球而行并准备从太空授课之际，我代表全世界的教师和学生向你致以荣耀和爱的问候。我们为你骄傲。我们希望你和你的乘员组同事平安和成功。你在那里一定非常忙碌，但请记得花些时间望向窗外。中国和这个世界美丽迷人。”并署名“您真诚的芭芭拉·摩根”。
6月20日，刚刚完成太空授课的王亚平，在天宫一号立即从天宫一号通过电子邮件发来回信，信中写道：“亲爱的芭芭拉·摩根女士：在遥远的太空收到您的来信，我和我的同事感到很高兴，谢谢您对我们的关心和祝愿，对您为世界载人航天和教育事业做出的贡献表示敬佩和敬意。今天，我们顺利完成了太空授课活动，与亿万中国学生一起分享了太空的神奇和美妙，收获了知识和快乐，希望您和世界各地的教师、学生看到后能够喜欢。飞行期间，我经常会通过舷窗遥望我们美丽的家园。太空寄托着人类美好的向往，知识是走向太空的阶梯。我们愿与您一道为开启全世界青少年朋友热爱科学、探索宇宙的梦想共同努力。”这两位“太空教师”来自两个国家、生于两个年代，此时分别置身于地面和太空，但共同的梦想让她们穿越时空来了一个“拥抱”。

## 后NASA生涯
2008年6月28日,摩根宣布她将离开NASA到博伊西州立大学任教。2008年8月，摩根担任全职职务，成为驻校杰出教育家；这是BSU工程学院和教育学院的双重任命。
2008年7月4日，摩根获得全国教育协会颁发的 "教育之友 "奖。8月，Barbara R. Morgan小学在爱达荷州麦考尔市开学。
摩根曾在2020年Netflix迷你纪录片《挑战者号：最后的飞行》中出现

## 个人生活
摩根的丈夫是作家克莱顿·迈克尔·摩根，有两个儿子，兴趣爱好是吹长笛，也喜欢爵士乐，读书，徒步旅行，游泳和越野滑雪。